# Подборов'я (Виборзький район)
Подборов'я (до 1948 Карппіла, фін. Karppila) — селище в складі Селезньовського сільського поселення в Виборзькому районі Ленінградської області.
Колишнє фінське село, до 1939 року входило до складу Виборзького сільського округу Виборзької губернії Фінляндії. Взимку 1948 селу Карппіла присвоїли назву «Затишшя». Через півроку село отримала нову назву «Подборов'я». Поштовий індекс — 188907.

## Населення
| 2007 | 2010 | 2017 |
| ---- | ---- | ---- |
| 73   | ↗87  | ↘72  |